# Kazerunia leguaniforma
Kazerunia leguaniforma är en insektsart som beskrevs av Dodge Engleman 1977. Kazerunia leguaniforma ingår i släktet Kazerunia och familjen Flatidae. Inga underarter finns listade i Catalogue of Life.